# 2011-es Race of Champions
2011-ben 24. alkalommal rendezték meg a Race of Champions-t december 3-4. között, a németországi Düsseldorfban az Esprit Arénában. Ez volt az egymást követő második alkalom, összességében pedig a harmadik, hogy Németországban rendezték a tornát.
A bajnokok bajnoka Sébastien Ogier lett, legyőzve a döntőben Tom Kristensent, míg a nemzetek tornáját Németország nyerte egymást követő ötödik alkalommal a Michael Schumacher és Sebastian Vettel alkotta párossal. Heinz-Harald Frentzen nyerte a ROC Legendák kupáját, legyőzve Hans-Joachim Stuckot, Marc Duezt és Stig Blomqvistot.

## Résztvevők
| Ország                    | Versenyzők         | 2011-es széria              |
| ------------------------- | ------------------ | --------------------------- |
| All-Stars                 | Filipe Albuquerque | DTM                         |
| All-Stars                 | David Coulthard    | DTM                         |
| Franciaország             | Romain Grosjean    | GP2                         |
| Franciaország             | Sébastien Ogier    | WRC                         |
| Németország 1             | Michael Schumacher | Formula–1                   |
| Németország 1             | Sebastian Vettel   | Formula–1                   |
| Németország 2             | Timo Glock         | Formula–1                   |
| Németország 2             | Timo Scheider      | DTM                         |
| Németország 2             | Martin Tomczyk     | DTM                         |
| Egyesült Királyság        | Jenson Button      | Formula–1                   |
| Egyesült Királyság        | Andy Priaulx       | ILMC                        |
| Északi országok           | Mattias Ekström    | DTM                         |
| Északi országok           | Juho Hänninen      | SWRC/IRC                    |
| Északi országok           | Tom Kristensen     | ILMC                        |
| Szláv                     | Jan Kopecký        | IRC                         |
| Szláv                     | Vitalij Petrov     | Formula–1                   |
| Amerikai Egyesült Államok | Brian Deegan       | X Games/Traxxas TORC Series |
| Amerikai Egyesült Államok | Travis Pastrana    | X Games/K&N Pro Series East |

## Autók
- Audi R8 LMS
- Škoda Fabia Super 2000
- Volkswagen Scirocco
- ROC Car
- KTM X-Bow
- World Touring Racecar
- RX 150
- ROC 2-Seater

## RoC Nemzetek kupája

### A csoport
| Poz | Csapat                    | Verseny | Gy | V | Legjobb idő |
| --- | ------------------------- | ------- | -- | - | ----------- |
| 1   | Franciaország             | 6       | 4  | 2 | 2:22.0546   |
| 2   | Északi országok           | 6       | 4  | 2 | 2:22.1037   |
| 3   | Németország 2             | 6       | 3  | 3 | 2:25.0156   |
| 4   | Amerikai Egyesült Államok | 6       | 1  | 5 | 2:23.7669   |

| Csapat 1                  | Állás | Csapat 2                  |
| ------------------------- | ----- | ------------------------- |
| Északi országok           | 1–1   | Franciaország             |
| Tom Kristensen 1:16.5884  | 1–1   | Romain Grosjean 1:17.0588 |
| Juho Hänninen 1:14.9771   | 1–1   | Sébastien Ogier 1:12.9713 |
| Németország 2             | 1–1   | Amerikai Egyesült Államok |
| Timo Glock 1:16.9378      | 1–1   | Brian Deegan 1:18.3991    |
| Timo Scheider 1:12.1211   | 1–1   | Travis Pastrana 1:10.6946 |
| Franciaország             | 1–1   | Németország 2             |
| Romain Grosjean 1:15.8436 | 1–1   | Timo Glock 1:14.2690      |
| Sébastien Ogier 1:09.9914 | 1–1   | Timo Scheider 1:12.1059   |

| Csapat 1                  | Állás | Csapat 2                  |
| ------------------------- | ----- | ------------------------- |
| Északi országok           | 2–0   | Amerikai Egyesült Államok |
| Tom Kristensen 1:12.8327  | 2–0   | Brian Deegan 1:14.8702    |
| Juho Hänninen 1:11.6632   | 2–0   | Travis Pastrana 1:29.4666 |
| Északi országok           | 1–1   | Németország 2             |
| Tom Kristensen 1:10.4405  | 1–1   | Timo Glock 1:12.9097      |
| Juho Hänninen 1:16.5077   | 1–1   | Timo Scheider 1:14.7799   |
| Franciaország             | 2–0   | Amerikai Egyesült Államok |
| Romain Grosjean 1:12.0632 | 2–0   | Brian Deegan 1:13.0723    |
| Sébastien Ogier 1:14.3233 | 2–0   | Travis Pastrana 1:19.9126 |

### B csoport
| Poz | Csapat             | Verseny | Gy | V | Legjobb idő |
| --- | ------------------ | ------- | -- | - | ----------- |
| 1   | Egyesült Királyság | 6       | 5  | 1 | 2:22.1607   |
| 2   | Németország 1      | 6       | 4  | 2 | 2:23.6686   |
| 3   | Szláv              | 6       | 2  | 4 | 2:22.6062   |
| 4   | All-Stars          | 6       | 1  | 5 | 2:23.7264   |

| Csapat 1                     | Állás | Csapat 2                     |
| ---------------------------- | ----- | ---------------------------- |
| Németország 1                | 1–1   | Szláv                        |
| Michael Schumacher 1:13.1435 | 1–1   | Vitalij Petrov 1:13.0918     |
| Sebastian Vettel 1:13.3434   | 1–1   | Jan Kopecký 1:14.1457        |
| Egyesült Királyság           | 2–0   | All-Stars                    |
| Jenson Button 1:11.6601      | 2–0   | David Coulthard 1:12.4928    |
| Andy Priaulx 1:14.7883       | 2–0   | Filipe Albuquerque 1:15.6407 |
| Németország 1                | 2–0   | All-Stars                    |
| Michael Schumacher 1:13.1089 | 2–0   | David Coulthard 1:18.8168    |
| Sebastian Vettel 1:11.7671   | 2–0   | Filipe Albuquerque 1:12.7079 |

| Csapat 1                     | Állás | Csapat 2                     |
| ---------------------------- | ----- | ---------------------------- |
| Egyesült Királyság           | 2–0   | Szláv                        |
| Jenson Button 1:15.0996      | 2–0   | Vitalij Petrov 1:19.1915     |
| Andy Priaulx 1:12.3460       | 2–0   | Jan Kopecký 1:13.9516        |
| Szláv                        | 1–1   | All-Stars                    |
| Vitalij Petrov 1:18.8736     | 1–1   | David Coulthard 1:14.0116    |
| Jan Kopecký 1:09.5144        | 1–1   | Filipe Albuquerque 1:11.2336 |
| Németország 1                | 1–1   | Egyesült Királyság           |
| Michael Schumacher 1:12.9835 | 1–1   | Jenson Button 1:13.0499      |
| Sebastian Vettel 1:10.6851   | 1–1   | Andy Priaulx 1:10.5006       |

### Kieséses szakasz
|  | Elődöntő | Elődöntő           | Elődöntő |               |    | Döntő           | Döntő | Döntő |  |
|  |          |                    |          |               |    |                 |       |       |  |
|  | A1       | Franciaország      | 0        |               |    |                 |       |       |  |
|  | A1       | Franciaország      | 0        |               |    |                 |       |       |  |
|  | A2       | Északi országok    | 2        |               |    |                 |       |       |  |
|  | A2       | Északi országok    | 2        |               | A2 | Északi országok | 0     |       |  |
|  |          |                    |          |               | A2 | Északi országok | 0     |       |  |
|  |          |                    | B2       | Németország 1 | 2  |                 |       |       |  |
|  | B1       | Egyesült Királyság | B2       | Németország 1 | 2  | 1               |       |       |  |
|  | B1       | Egyesült Királyság |          |               |    |                 |       |       |  |
|  | B2       | Németország 1      | 2        |               |    |                 |       |       |  |

## Bajnokok tornája
| Poz | Versenyző          | Verseny | Gy | V | Legjobb idő |
| --- | ------------------ | ------- | -- | - | ----------- |
| 1   | Andy Priaulx       | 3       | 3  | 0 | 1:09.8853   |
| 2   | David Coulthard    | 3       | 2  | 1 | 1:09.8525   |
| 3   | Travis Pastrana    | 3       | 1  | 2 | 1:15.1233   |
| 4   | Filipe Albuquerque | 3       | 0  | 3 | 1:10.5414   |

| Versenyző 1     | Idő 1     |  | Versenyző 2        | Idő 2     |
| --------------- | --------- |  | ------------------ | --------- |
| Travis Pastrana | 1:41.3157 |  | Filipe Albuquerque | -         |
| Andy Priaulx    | 1:09.8853 |  | David Coulthard    | 1:11.7524 |
| David Coulthard | 1:09.8525 |  | Filipe Albuquerque | 1:10.5414 |
| Andy Priaulx    | 1:09.9662 |  | Travis Pastrana    | 1:17.4026 |
| Travis Pastrana | 1:15.1233 |  | David Coulthard    | 1:11.3509 |
| Andy Priaulx    | 1:12.1134 |  | Filipe Albuquerque | 1:12.4122 |

| Poz | Versenyző       | Verseny | Gy | V | Legjobb idő |
| --- | --------------- | ------- | -- | - | ----------- |
| 1   | Martin Tomczyk  | 3       | 2  | 1 | 1:09.2048   |
| 2   | Sébastien Ogier | 3       | 2  | 1 | 1:09.2197   |
| 3   | Mattias Ekström | 3       | 1  | 2 | 1:07.5296   |
| 4   | Jan Kopecký     | 3       | 1  | 2 | 1:09.0827   |

| Versenyző 1     | Idő 1     |  | Versenyző 2     | Idő 2     |
| --------------- | --------- |  | --------------- | --------- |
| Sébastien Ogier | 1:13.2524 |  | Mattias Ekström | 1:14.2411 |
| Jan Kopecký     | 1:14.9017 |  | Martin Tomczyk  | 1:14.1390 |
| Jan Kopecký     | 1:11.8838 |  | Mattias Ekström | 1:07.5296 |
| Sébastien Ogier | 1:09.5628 |  | Martin Tomczyk  | 1:09.9397 |
| Sébastien Ogier | 1:09.2197 |  | Jan Kopecký     | 1:09.0827 |
| Mattias Ekström | 1:11.0352 |  | Martin Tomczyk  | 1:09.2048 |

| Poz | Versenyző          | Verseny | Gy | V | Legjobb idő |
| --- | ------------------ | ------- | -- | - | ----------- |
| 1   | Michael Schumacher | 3       | 3  | 0 | 1:12.9251   |
| 2   | Jenson Button      | 3       | 2  | 1 | 1:12.2013   |
| 3   | Juho Hänninen      | 3       | 1  | 2 | 1:15.1227   |
| 4   | Brian Deegan       | 3       | 0  | 3 | 1:19.0525   |

| Versenyző 1        | Idő 1     |  | Versenyző 2   | Idő 2     |
| ------------------ | --------- |  | ------------- | --------- |
| Jenson Button      | 1:12.2013 |  | Juho Hänninen | 1:15.1227 |
| Michael Schumacher | 1:16.0771 |  | Brian Deegan  | -         |
| Jenson Button      | 1:16.1906 |  | Brian Deegan  | 1:19.0525 |
| Michael Schumacher | 1:13.9902 |  | Juho Hänninen | 1:15.5610 |
| Juho Hänninen      | 1:17.3678 |  | Brian Deegan  | 1:21.9264 |
| Michael Schumacher | 1:12.9251 |  | Jenson Button | 1:14.0547 |

| Poz | Versenyző        | Verseny | Gy | V | Legjobb idő |
| --- | ---------------- | ------- | -- | - | ----------- |
| 1   | Tom Kristensen   | 3       | 2  | 1 | 1:10.0113   |
| 2   | Sebastian Vettel | 3       | 2  | 1 | 1:10.1798   |
| 3   | Romain Grosjean  | 3       | 2  | 1 | 1:10.6577   |
| 4   | Vitalij Petrov   | 3       | 3  | 0 | 1:11.2257   |

| Versenyző 1      | Idő 1     |  | Versenyző 2     | Idő 2     |
| ---------------- | --------- |  | --------------- | --------- |
| Sebastian Vettel | 1:13.4197 |  | Romain Grosjean | 1:14.6647 |
| Tom Kristensen   | 1:11.9265 |  | Vitalij Petrov  | 1:14.4213 |
| Sebastian Vettel | 1:10.8671 |  | Vitalij Petrov  | 1:11.7785 |
| Tom Kristensen   | 1:11.5341 |  | Romain Grosjean | 1:10.8356 |
| Romain Grosjean  | 1:10.6577 |  | Vitalij Petrov  | 1:11.2257 |
| Sebastian Vettel | 1:10.1798 |  | Tom Kristensen  | 1:10.0113 |

### Kieséses szakasz
|  | Negyeddöntők | Negyeddöntők       | Negyeddöntők |                |     | Elődöntők          | Elődöntők | Elődöntők |  |  | Döntő | Döntő | Döntő |  |
|  |              |                    |              |                |     |                    |           |           |  |  |       |       |       |  |
|  | GBR          | Andy Priaulx       | 0            |                |     |                    |           |           |  |  |       |       |       |  |
|  | GBR          | Andy Priaulx       | 0            |                |     |                    |           |           |  |  |       |       |       |  |
|  | FRA          | Sébastien Ogier    | 1            |                |     |                    |           |           |  |  |       |       |       |  |
|  | FRA          | Sébastien Ogier    | 1            |                | FRA | Sébastien Ogier    | 1         |           |  |  |       |       |       |  |
|  |              |                    |              |                | FRA | Sébastien Ogier    | 1         |           |  |  |       |       |       |  |
|  |              |                    | GER          | Martin Tomczyk | 0   |                    |           |           |  |  |       |       |       |  |
|  | GER          | Martin Tomczyk     | GER          | Martin Tomczyk | 0   | 1                  |           |           |  |  |       |       |       |  |
|  | GER          | Martin Tomczyk     |              |                |     |                    |           |           |  |  |       |       |       |  |
|  | GBR          | David Coulthard    | 0            |                |     |                    |           |           |  |  |       |       |       |  |
|  | GBR          | David Coulthard    | 0            |                | FRA | Sébastien Ogier    | 1         |           |  |  |       |       |       |  |
|  |              |                    |              |                |     |                    |           |           |  |  |       |       |       |  |
|  |              |                    | DEN          | Tom Kristensen | 0   |                    |           |           |  |  |       |       |       |  |
|  | GER          | Michael Schumacher | DEN          | Tom Kristensen | 0   | 1                  |           |           |  |  |       |       |       |  |
|  | GER          | Michael Schumacher |              |                |     |                    |           |           |  |  |       |       |       |  |
|  | GER          | Sebastian Vettel   | 0            |                |     |                    |           |           |  |  |       |       |       |  |
|  | GER          | Sebastian Vettel   | 0            |                | GER | Michael Schumacher | 0         |           |  |  |       |       |       |  |
|  |              |                    |              |                | GER | Michael Schumacher | 0         |           |  |  |       |       |       |  |
|  |              |                    | DEN          | Tom Kristensen | 1   |                    |           |           |  |  |       |       |       |  |
|  | DEN          | Tom Kristensen     | DEN          | Tom Kristensen | 1   | 1                  |           |           |  |  |       |       |       |  |
|  | DEN          | Tom Kristensen     |              |                |     |                    |           |           |  |  |       |       |       |  |
|  | GBR          | Jenson Button      | 0            |                |     |                    |           |           |  |  |       |       |       |  |